# 37. Internationale Sechstagefahrt
Die 37. Internationale Sechstagefahrt war ein Motorrad-Geländesportwettbewerb, der vom 17. bis 22. September 1962 in Garmisch-Partenkirchen und im Werdenfelser Land stattfand. Die Nationalmannschaft der Tschechoslowakei konnte zum siebten Mal die Trophy gewinnen. Die Nationalmannschaft der BRD gewann zum ersten Mal die Silbervase.
Aufgrund der seit 1961 geltenden, durch DSB-Vorstand und das NOK-Präsidium gefassten Düsseldorfer Beschlüsse war es DDR-Sportlern verwehrt, an der Veranstaltung teilzunehmen.

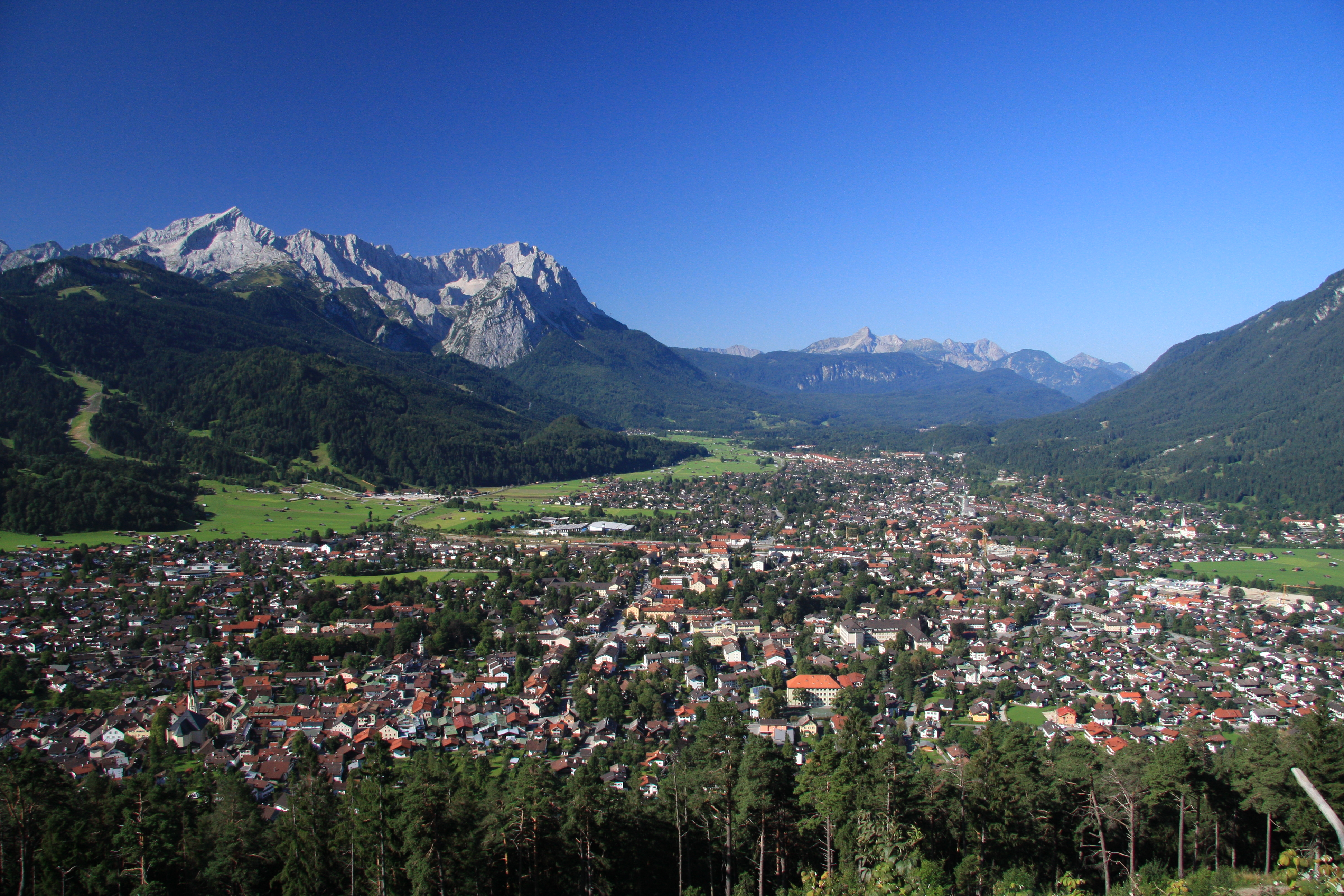
Garmisch-Partenkirchen, Start und Zielort der einzelnen Etappen

## Wettkampf

### Organisation
Garmisch-Partenkirchen war nach der 16. (1934), 31. (1956) und 33. (1958) bereits zum vierten Mal Austragungsort der Veranstaltung.
Ausrichter war der Allgemeine Deutsche Automobil-Club e. V. (ADAC), Gau Südbayern.
Für den Wettkampf waren 300 Fahrer von 16 Motorsportverbänden der FIM gemeldet. Um die Trophy-Wertung fuhren Mannschaften aus sieben Nationen. Zudem waren 18 Silbervasen-Mannschaften am Start.

### 1. Tag
Von den 300 gemeldeten Fahrern nahmen 286 den Wettkampf auf.  
In der Trophy-Wertung führte die Mannschaft der Tschechoslowakei, vor Großbritannien und der BRD.
Bei der Silbervasenwertung führte die B-Mannschaft der BRD vor Mannschaft Finnlands und der A-Mannschaft der BRD. Die A-Mannschaft der Schweiz lag auf dem 9. Platz, die B-Mannschaft belegte den 15. Platz. Die Mannschaft Österreichs lag auf dem 17. und damit vorletzten Platz.

### 2. Tag
In der Trophy-Wertung führte die Mannschaft der Tschechoslowakei vor Italien und Polen. Die BRD-Mannschaft hatte einen Fahrerausfall zu verzeichnen und rutschte dadurch auf den 6. Platz ab.
Bei der Silbervasenwertung führte die B-Mannschaft der BRD vor der B-Mannschaft Großbritanniens und der A-Mannschaft der Tschechoslowakei. Die Mannschaft Österreichs verbesserte sich auf den 13. Platz. Die Schweizer B-Mannschaft belegte weiter den 15. Platz, dahinter lag die deutsche A-Mannschaft. Die Schweizer A-Mannschaft rutschte auf den 17. Platz ab.

### 3. Tag
In der Trophy-Wertung führte die Mannschaft der Tschechoslowakei, vor Großbritannien und der Mannschaft der Sowjetunion. Die Mannschaft der BRD lag weiter auf dem 6. Platz.
Bei der Silbervasenwertung führte wie am Vortag die B-Mannschaft der BRD vor der B-Mannschaft Großbritanniens und der A-Mannschaft der Tschechoslowakei. Die Mannschaft Österreichs verbesserte sich auf den 10. Platz. Die beiden Schweizer Mannschaften lagen auf dem 15. (B-Mannschaft) bzw. 16. Platz (A-Mannschaft). Die deutsche A-Mannschaft belegte den 17. Platz.

### 4. Tag
In der Trophy-Wertung führte nach wie vor die Tschechoslowakei, vor Großbritannien und der Mannschaft der Sowjetunion. Das Team der BRD lag nach wie vor auf dem 6. Platz.
Bei der Silbervasenwertung führte ebenso wie am Vortag die B-Mannschaft der BRD vor der B-Mannschaft Großbritanniens und der A-Mannschaft der Tschechoslowakei. Die österreichische Mannschaft verbesserte sich auf den 9. Platz. Die Schweizer B-Mannschaft lag auf dem 15. Platz, dahinter die deutsche A-Mannschaft und die A-Mannschaft der Schweiz, die den 17. Platz belegte.

### 5. Tag
In der Trophy-Wertung führte unverändert die Mannschaft der Tschechoslowakei, vor Großbritannien und der Mannschaft der Sowjetunion. Das Team der BRD lag unverändert auf dem 6. Platz. 
Bei der Silbervasenwertung führte ebenso unverändert die B-Mannschaft der BRD vor der B-Mannschaft Großbritanniens und der A-Mannschaft der Tschechoslowakei. Die österreichische Mannschaft verbesserte sich auf den 8. Platz. Die Schweizer B-Mannschaft lag weiter auf dem 15. Platz, dahinter die deutsche A-Mannschaft (Platz 16) und die A-Mannschaft der Schweiz (Platz 17).

### 6. Tag
Von 286 am ersten Tag gestarteten Fahrern erreichten 200 das Ziel.

## Endergebnisse

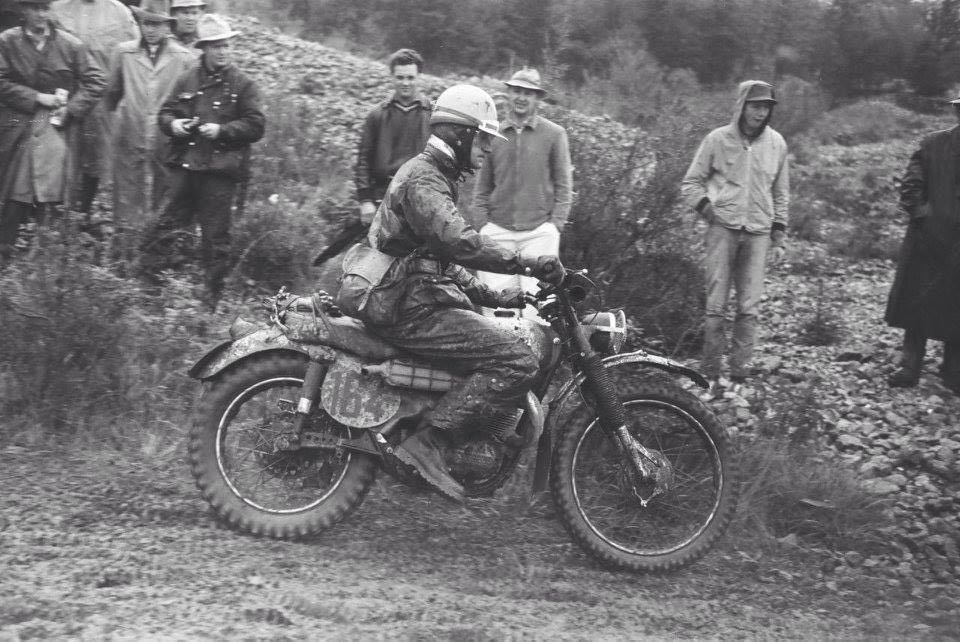
Der Spanier Oriol Puig Bultó auf einer Bultaco Sherpa S

### Trophy
| Platz | Team                   | Strafpunkte | Gut-Punkte |
| ----- | ---------------------- | ----------- | ---------- |
| 1.    | Tschechoslowakei       | 0           | -          |
| 2.    | Vereinigtes Königreich | 108         | -          |
| 3.    | Sowjetunion            | 140         | -          |
| 4.    | Polen                  | 432         | -          |
| 5.    | Italien                | 447         | -          |
| 6.    | BR Deutschland         | 600         | -          |
| 7.    | Schweden               | 900         | -          |

### Silbervase
| Platz | Team                                  | Strafpunkte | Gut-Punkte |
| ----- | ------------------------------------- | ----------- | ---------- |
| 1.    | BR Deutschland (B-Mannschaft)         | 0           | 2385,049   |
| 2.    | Vereinigtes Königreich (B-Mannschaft) | 0           | 2271,802   |
| 3.    | Tschechoslowakei (A-Mannschaft)       | 0           | 2250,437   |
| 4.    | Tschechoslowakei (B-Mannschaft)       | 0           | 2221,217   |
| 5.    | Italien (A-Mannschaft)                | 0           | 2136,675   |
| 6.    | Vereinigtes Königreich (A-Mannschaft) | 0           | 2116,308   |
| 7.    | Sowjetunion                           | 39          | -          |
| 8.    | Österreich                            | 87          | -          |
| 9.    | Niederlande (B-Mannschaft)            | 208         | -          |
| 10.   | Italien (B-Mannschaft)                | 300         | -          |
| 11.   | Niederlande (A-Mannschaft)            | 400         | -          |
| 12.   | Schweden                              | 400         | -          |
| 13.   | Finnland                              | 500         | -          |
| 14.   | Polen                                 | 729         | -          |
| 15.   | Schweiz (B-Mannschaft)                | 930         | -          |
| 16.   | Schweiz (A-Mannschaft)                | 1002        | -          |
| 17.   | BR Deutschland (A-Mannschaft)         | 1100        | -          |
| 18.   | Belgien                               | 1115        | -          |

### Club-Mannschaften
| Platz | Team                   | Strafpunkte | Gut-Punkte |
| ----- | ---------------------- | ----------- | ---------- |
| 1.    | Dukla                  | 0           | 1686,958   |
| 2.    | ADAC Gau Württemberg I | 0           | 1672,639   |

### Fabrik-Mannschaften
| Platz | Team          | Strafpunkte | Gut-Punkte |
| ----- | ------------- | ----------- | ---------- |
| 1.    | Zündapp II    | 0           | 1775,417   |
| 2.    | Kreidler I    | 0           | 1749,992   |
| 3.    | ČZ II         | 0           | 1729,420   |
| 4.    | Jawa I        | 0           | 1704,541   |
| 5.    | Jawa II       | 0           | 1679,257   |
| 6.    | Moto Guzzi II | 0           | 1663,303   |
| 7.    | ČZ I          | 0           | 1657,391   |
| 8.    | BSA           | 0           | 1653,250   |
| 9.    | Zweirad Union | 0           | 1609,413   |
| 10.   | Gilera II     | 0           | 9170,600   |
| 11.   | Junak         | 0           | 1498,892   |

### Einzelwertung
| Klasse  | Starter | Gold | Silber | Bronze | Ausfall/Disqualifikation | Klassensieger (Motorrad)       | Strafpunkte | Gut-Punkte |
| ------- | ------- | ---- | ------ | ------ | ------------------------ | ------------------------------ | ----------- | ---------- |
| 50 cm³  | 17      | 9    | 4      | 0      | 4                        | Horst Rotermundt (Kreidler)    | 0           | 599,701    |
| 75 cm³  | 11      | 5    | 2      | 0      | 4                        | Dieter Kramer (Zündapp)        | 0           | 599,137    |
| 100 cm³ | 21      | 12   | 3      | 2      | 4                        | Volker Kramer (Zündapp)        | 0           | 599,545    |
| 125 cm³ | 27      | 10   | 5      | 4      | 8                        | Riccardo Bertotti (Moto Guzzi) | 0           | 585,592    |
| 175 cm³ | 68      | 28   | 18     | 8      | 14                       | Zdeněk Polánka (ČZ)            | 0           | 587,971    |
| 250 cm³ | 84      | 20   | 20     | 10     | 34                       | Tage Magnusson (Husqvarna)     | 0           | 584,644    |
| 350 cm³ | 40      | 20   | 5      | 2      | 13                       | Pertti Kärhä (Jawa)            | 0           | 587,371    |
| 500 cm³ | 13      | 4    | 2      | 3      | 4                        | J. R. Giles (Triumph)          | 0           | 583,714    |
| 750 cm³ | 5       | 4    | 0      | 0      | 1                        | James Sherwin Ekins (Triumph)  | 0           | 587,751    |
| Gesamt  | 286     | 112  | 59     | 29     | 86                       |                                |             |            |